# Сент Џозеф (Мичиген)
Сент Џозеф (енгл. St. Joseph) град је у америчкој савезној држави Мичиген. По попису становништва из 2010. у њему је живело 8.365 становника.

## Демографија
Према попису становништва из 2010. у граду је живело 8.365 становника, што је 424 (4,8%) становника мање него 2000. године.
| Група             | 2000.         | 2010.         |
| Белци             | 7.879 (89,6%) | 7.227 (86,4%) |
| Афроамериканци    | 449 (5,1%)    | 446 (5,3%)    |
| Азијати           | 210 (2,4%)    | 284 (3,4%)    |
| Хиспаноамериканци | 113 (1,3%)    | 235 (2,8%)    |
| Укупно            | 8.789         | 8.365         |